# Lohkirchen
Lohkirchen ist eine Gemeinde im oberbayerischen Landkreis Mühldorf am Inn.

## Geografie

### Geografische Lage
Lohkirchen liegt in der Region Südostoberbayern im Alpenvorland rund 14 km nördlich von Waldkraiburg, acht Kilometer südlich von Neumarkt-Sankt Veit und zwölf Kilometer von der Kreisstadt Mühldorf entfernt. Zur Anschlussstelle Mühldorf-West der A 94 sind es acht Kilometer, die beiden nächstgelegenen Bahnhöfe im Streckennetz der Südostbayernbahn sind Ampfing und Neumarkt-Sankt Veit (jeweils acht Kilometer entfernt).

### Gemeindegliederung
Es gibt 31 Gemeindeteile (in Klammern ist der Siedlungstyp angegeben):
- Ascholzing (Einöde)
- Bergham (Weiler)
- Brodfurth (Dorf)
- Buch (Weiler)
- Deinbach (Einöde)
- Deißenbach (Einöde)
- Dirnberg (Einöde)
- Eberharting (Einöde)
- Ehegarten (Einöde)
- Grub (Einöde)
- Grün (Weiler)
- Habersam (Weiler)
- Hilgersöd (Weiler)
- Hinkerding (Weiler)
- Holzstraß (Einöde)
- Hottenberg (Einöde)
- Hötzing (Einöde)
- Konrading (Einöde)
- Kriegstätt (Weiler)
- Lech (Einöde)
- Lohkirchen (Pfarrdorf)
- Lukasöd (Einöde)
- Nisting (Einöde)
- Oberrott (Dorf)
- Pira (Einöde)
- Rabenöd (Einöde)
- Riedering (Einöde)
- Sametsham (Weiler)
- Stiebing (Einöde)
- Wimpasing (Weiler)
- Wotting (Dorf)

Es gibt nur die Gemarkung Lohkirchen.

### Nachbargemeinden
- Oberbergkirchen
- Schönberg (Oberbayern)
- Niederbergkirchen
- Zangberg

## Geschichte

### Verwaltungszugehörigkeit
Lohkirchen gehörte zum Rentamt Landshut und zum Landgericht Neumarkt des Kurfürstentums Bayern.

### Einwohnerentwicklung
Zwischen 1988 und 2018 wuchs die Gemeinde von 610 auf 753 um 143 Einwohner bzw. um 23,4 %.
| Jahr      | 1970 | 1987 | 1991 | 1995 | 2000 | 2005 | 2010 | 2015 | 2020 |
| --------- | ---- | ---- | ---- | ---- | ---- | ---- | ---- | ---- | ---- |
| Einwohner | 0599 | 0602 | 0653 | 0658 | 0642 | 0673 | 0703 | 0733 | 0767 |

Im Jahre 2006 gab es bei 679 Einwohnern zwölf Geburten. Damit war die Geburtenrate mit über 17,6 Geburten pro 1000 Einwohner noch vor Prosselsheim die höchste in Bayern.

## Politik und Öffentliche Verwaltung

### Bürgermeister
Erster Bürgermeister ist Siegfried Schick (Unabhängige Wählergem.).

### Gemeinderat
Der Rat der Gemeinde Lohkirchen besteht aus 8 Mitgliedern, die sich seit der letzten Kommunalwahl 2020 wie folgt auf die Parteien bzw. Wählergruppen verteilen:
| Partei/Liste       | %      | Sitze  |
| ------------------ | ------ | ------ |
| UWG Lohkirchen     | 60,1   | 5      |
| CSU/FWG Lohkirchen | 39,9   | 3      |
| Wahlbeteiligung    | 76,1 % | 76,1 % |

### Wappen
| Wappen von Lohkirchen | Blasonierung: „In Rot ein silbernes neugotisches Portal mit zwei goldenen Türflügeln mit schwarzen Beschlägen, beseitet oben links von einer silbernen heraldischen Lilie, oben rechts von einer silbernen Pflugschar.“ |
| Wappen von Lohkirchen | Wappenbegründung: Das Portal ist die heraldische Wiedergabe des im 19. Jahrhundert im Zuge der Restaurierung der Pfarrkirche im neugotischen Stil geschaffenen Kirchenportals. Durch die Wahl dieses Symbols wird die alte kirchliche Mittelpunktsfunktion der schon im 8. Jahrhundert erwähnten Pfarrkirche unterstrichen und zugleich auf den Ortsnamen Lohkirchen (Kirche in einer Waldlichtung) hingewiesen. Die heraldische Lilie, ein Mariensymbol, steht für das Patrozinium Mariä Himmelfahrt im Wappen. Die Pflugschar versinnbildlicht die vorherrschend landwirtschaftliche Struktur des Gemeindegebiets. Die Tingierung in Rot, Silber und Gold nimmt die Farben des Erzstifts Salzburg auf, mit dem das Gemeindegebiet bis zu Beginn des 19. Jahrhunderts in enger kirchlicher und grundherrschaftlicher Verbindung stand. Das Besetzungsrecht der Pfarrei Lohkirchen lag beim Erzbischof von Salzburg. Dieses Wappen wird seit 1987 geführt. |

### Verwaltung
Die Gemeinde ist Mitglied der Verwaltungsgemeinschaft Oberbergkirchen.

## Wirtschaft und Infrastruktur

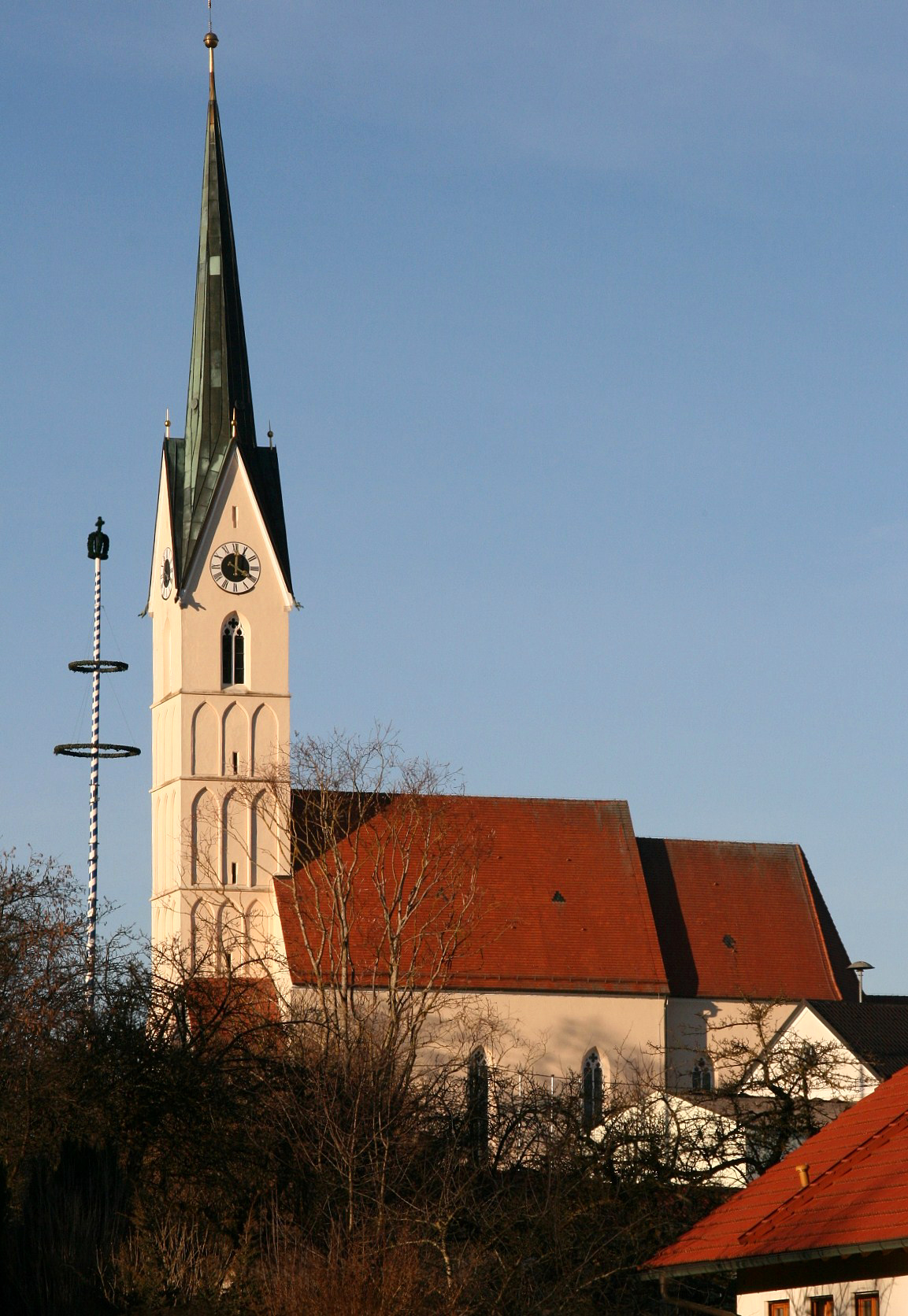
Pfarrkirche Mariä Himmelfahrt, Lohkirchen

### Wirtschaft einschließlich Land- und Forstwirtschaft
Im Jahr 2020 gab es nach der amtlichen Statistik im produzierenden Gewerbe 18 sozialversicherungspflichtig Beschäftigten am Arbeitsort. In sonstigen Wirtschaftsbereichen waren es 92 Personen. Sozialversicherungspflichtig Beschäftigte am Wohnort gab es 264. Im verarbeitenden Gewerbe (sowie Bergbau und Gewinnung von Steinen und Erden) gab es keine, im Bauhauptgewerbe vier Betriebe. Zudem bestanden im Jahr 2016 38 landwirtschaftliche Betriebe mit einer landwirtschaftlich genutzten Fläche von 1025 ha. Davon waren 763 ha Ackerfläche und 261 ha Dauergrünfläche.

### Bildung
2021 gab es folgende Einrichtungen:
- zwei Kindertageseinrichtungen: 85 genehmigte Plätze mit 91 betreuten Kindern
- eine Volksschule: neun Lehrkräfte und 154 Schülerinnen und Schüler
- Erdkinderprojekt nach Maria Montessori (privater Kindergarten sowie Grund- und Hauptschule mit M10)

## Sohn des Ortes
- Joseph Ritter von Petzl (1764–1817), bayerischer Geistlicher, Mineraloge und Naturforscher